# Zwergschwan
Der Zwergschwan (Cygnus columbianus) auch Pfeifschwan ist eine Vogelart aus der Gattung der Schwäne (Cygnus) und der Familie der Entenvögel (Anatidae).

## Aussehen
Der Zwergschwan ist mit 120 bis 150 Zentimetern Körperlänge und 4,5–9,5 Kilogramm Körpergewicht ein vergleichsweise kleiner Schwan. So wie die anderen nordhemisphärischen Arten der Gattung besitzt er völlig weißes Gefieder und schwarze Beine. Er unterscheidet sich vom Trompeterschwan (Cygnus buccinator) durch die geringere Körpergröße und einen kleinen gelben Fleck an der Schnabelbasis vor dem Auge. Weibchen sind geringfügig kleiner und leichter, ansonsten besteht kein Geschlechtsdimorphismus. 
Die im Winter in regelmäßig in Mitteleuropa erscheinende Unterart Cygnus columbianus  bewickii ist etwas größer und schwerer als die Nominatform und weist eine, individuell unterschiedliche, aber immer deutliche, Gelbfärbung an der Schnabelbasis auf, die meist etwa ein Drittel des Schnabels bedeckt. Auch am Schnabelfirst nahe der Basis befindet sich ein kleiner gelber Fleck. Diese Merkmale ähneln der Schnabelfärbung des Singschwans; Verwechslungen sollten jedoch wegen der wesentlich geringeren Größe des Zwergschwans auszuschließen sein.

## Verbreitung

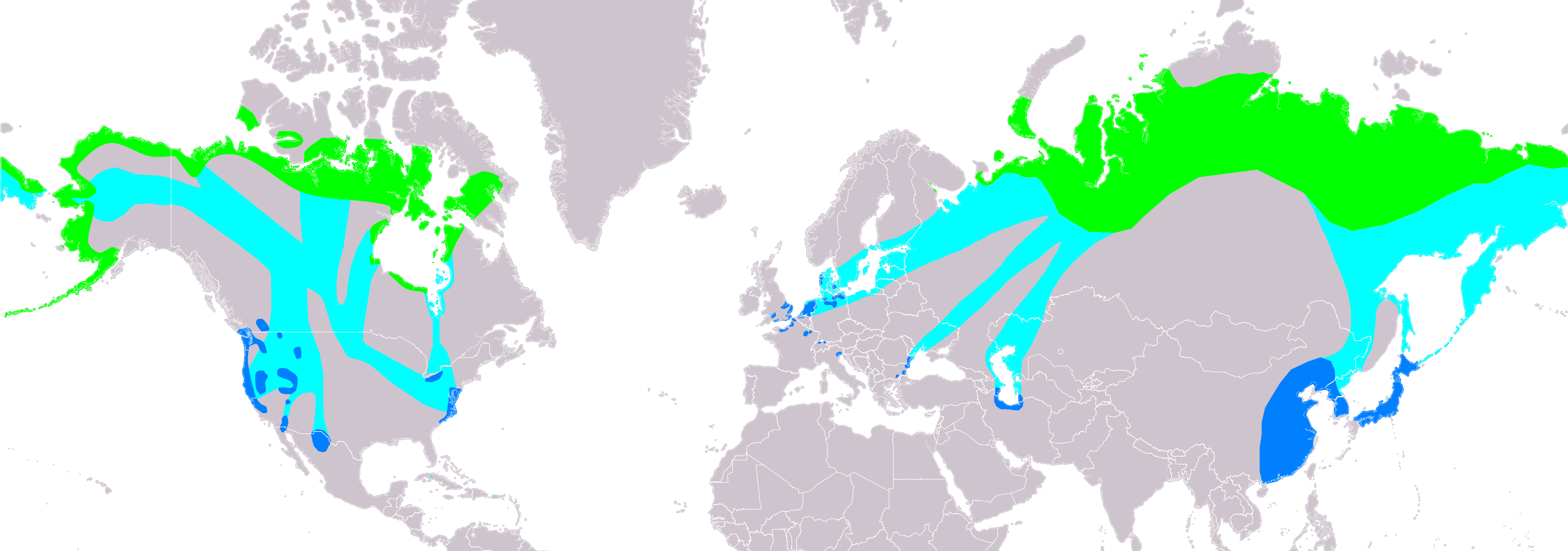
Verbreitungsgebiet des Zwergschwans,
Brutareal
Durchzugsgebiet
Überwinterungsgebiet

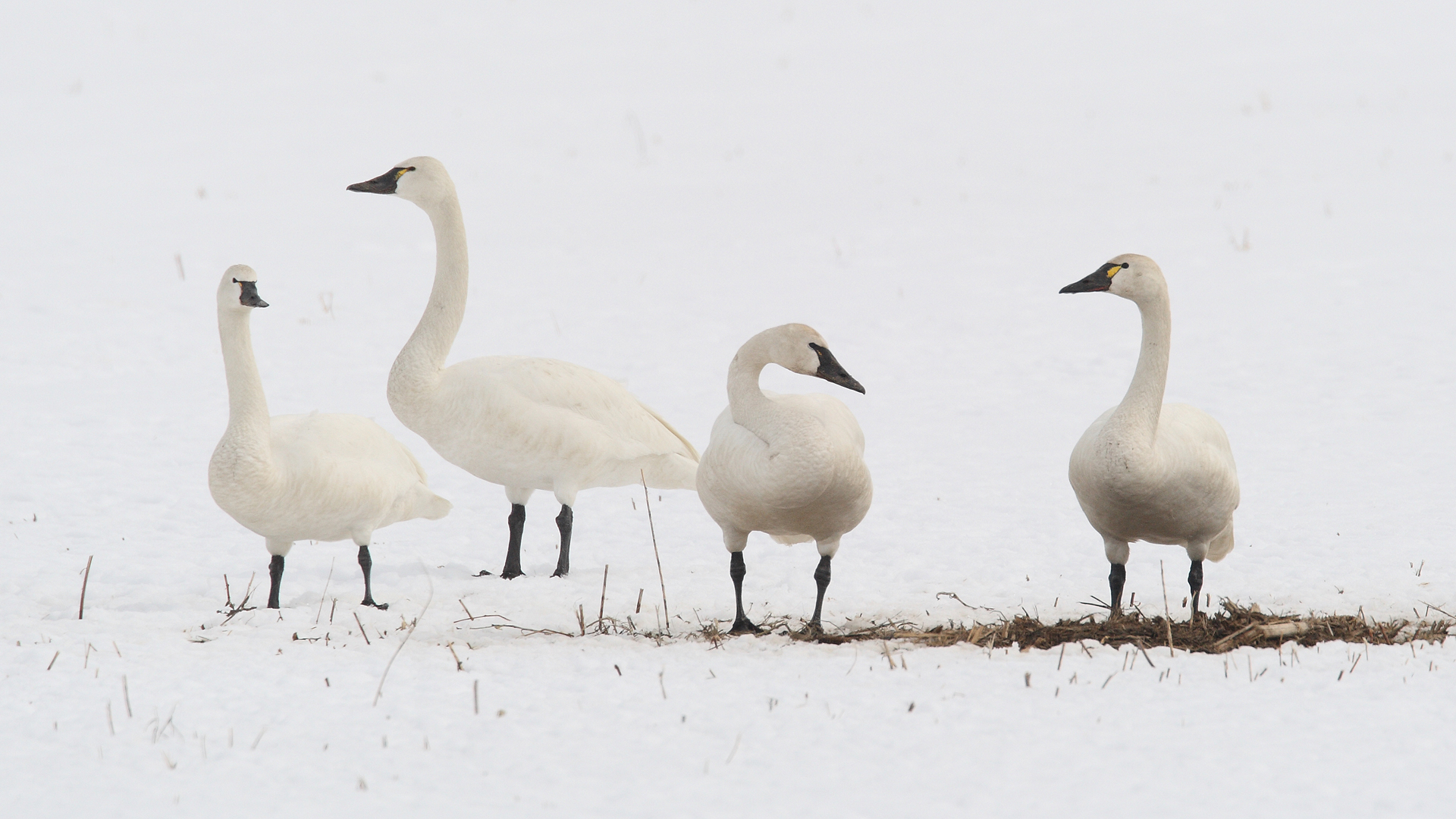
Zwergschwäne

Der Zwergschwan brütet in den Tundren Nordamerikas und Eurasiens. Die nordamerikanische Unterart brütet in Alaska und Kanada und überwintert weiter im Süden in den Vereinigten Staaten. Die westlichen Populationen aus Alaska und Yukon überwintern an der Westküste vom südlichen Alaska bis Kalifornien und im Landesinneren bis nach Utah und in den Süden von New Mexico. Die weiter östlich brütenden Populationen überwintern im Bereich der Großen Seen sowie entlang der Ostküste von Maryland bis Florida und in Texas. Die eurasische Unterart brütet im nördlichen Russland und überwintert an der deutschen und niederländischen Nordseeküste, in England und Irland, am Kaspischen Meer und in Ostasien.

## Lebensraum
Der Zwergschwan brütet in Feuchtgebieten in der arktischen Tundra, an Seen, Tümpeln und Flüssen. Der Zug ins Winterquartier findet im September und Oktober statt. Hier hält sich der Zwergschwan in größeren Familienverbänden meist in Küstennähe auf, ist aber doch vorwiegend an Süß- und Brackwasser zu finden.

## Ernährung
Der Zwergschwan ernährt sich von Wasserpflanzen, vor allem von Laichkräutern (Potamogeton), und von Gräsern, aber auch von Muscheln und Insekten, etwa Wasserkäfern oder Libellenlarven. Im Winterquartier und beim Durchzug nimmt er auch Feldfrüchte zu sich.

## Fortpflanzung
Während des Winterhalbjahrs leben Zwergschwäne gesellig. Während der Brutzeit sind sie dagegen sehr territorial.
Die Paare bilden sich im Alter von zwei bis drei Jahren und bleiben ein Leben lang zusammen. Die Brutzeit beginnt ab Ende Mai. Das Nest wird aus Gräsern und Moos auf erhöhtem Gelände gebaut, oft auf Inseln oder in der Nähe von Gewässern. Das Weibchen legt zwei bis sieben weiße Eier und bebrütet sie dann 30–32 Tage lang, während das Männchen das Nest bewacht. Die Küken sind Nestflüchter und werden nach etwa neun bis zehn Wochen flügge, bleiben dann aber noch den ganzen Winter über und während des Rückfluges ins Brutgebiet mit den Eltern zusammen.

## Natürliche Feinde, Bedrohung
Jungschwäne und mausernde Vögel werden manchmal von Kojoten (Canis latrans), Wölfen (Canis lupus) oder Steinadlern (Aquila chrysaetos) erbeutet.

Der Zwergschwan wird in einigen Bundesstaaten der USA bejagt. Es sterben aber auch immer wieder Vögel an einer Bleivergiftung durch Schrotmunition, die sie mit der Nahrung vom Grund der Gewässer aufnehmen.

Insgesamt sind die Bestände stabil und haben seit Mitte des 20. Jahrhunderts wieder zugenommen. Nachdem Zählungen in den Winterquartieren in den 1950er Jahren durchschnittlich 78.000 Vögel ergeben hatten, erhöhte sich diese Zahl in der Periode 1970–1974 auf durchschnittlich 133.000 Vögel.

## Unterarten
Es werden zwei Unterarten anerkannt:
- Cygnus columbianus columbianus (Ord, 1815) kommt in Alaska und im nördlichen Kanada vor.
- Cygnus columbianus  bewickii Yarrell, 1830	ist im nördlichen Eurasien verbreitet.

 Cygnus bewicki jankowskii Alferaki, 1904 wird heute als Synonym zu C. c.  bewickii betrachtet.

## Trivia
Der von einem niederländischen Astronomenehepaar entdeckte Asteroid (8434) Columbianus des äußeren Hauptgürtels ist nach dem Zwergschwan benannt (wissenschaftlicher Name: Cygnus columbianus). Im Widmungstext wird der Zwergschwan (Cygnus bewickii) als Unterart des Zwergschwans bezeichnet. In den Niederlanden ist der Zwergschwan ein Wintergast. 1994 wurden in den Niederlanden nur 3000 Paare gezählt. Die Benennung des Asteroiden erfolgte am 2. Februar 1999.